# Kościół katolicki w Erytrei

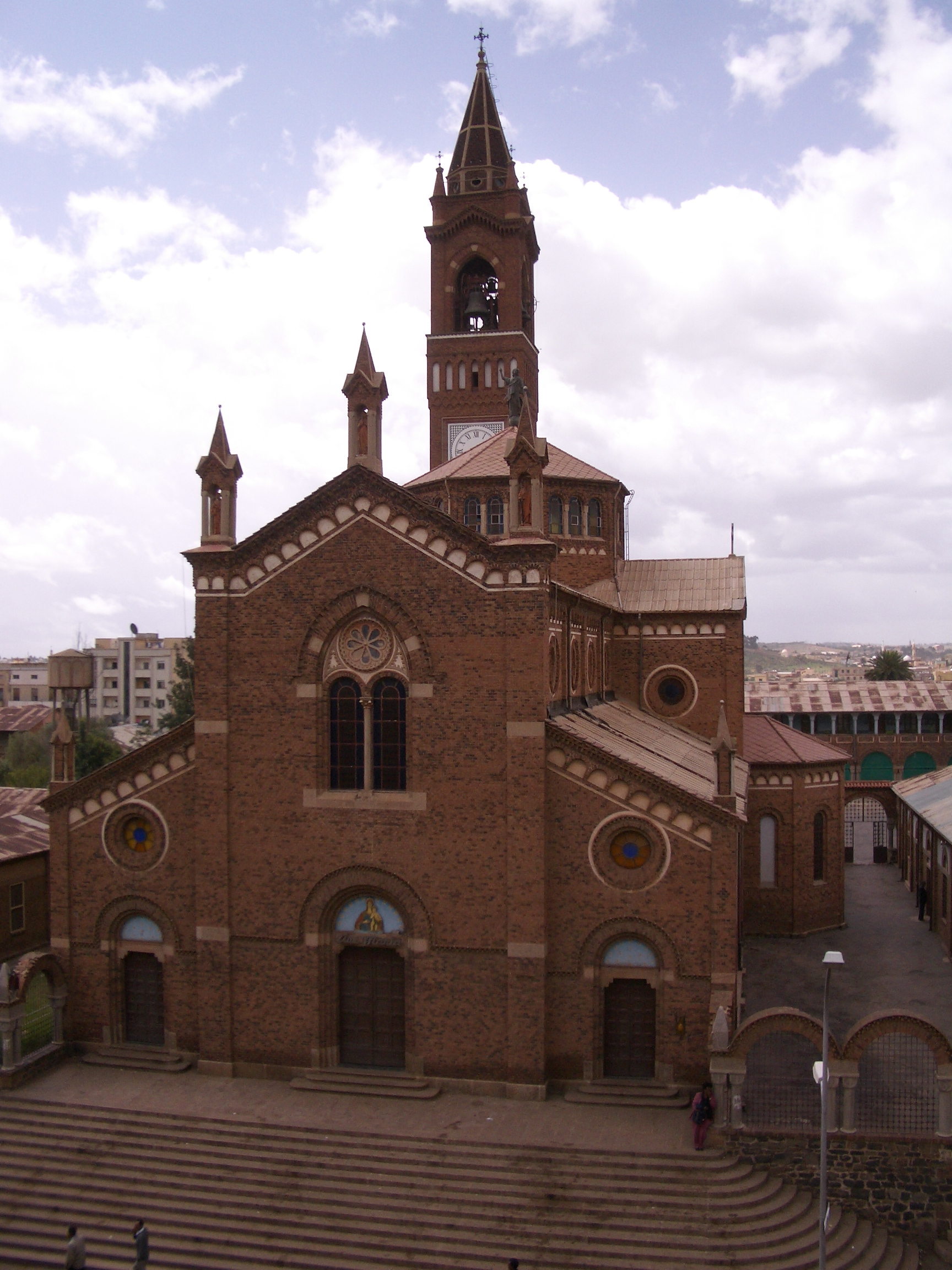
Stołeczna katedra św. Józefa w Asmarze, główna świątynia erytrejskich katolików

Kościół katolicki w Erytrei – katolicka wspólnota wyznaniowa, będąca jedną z 4 grup wyznaniowych, które są obecnie legalne w Erytrei. Pozostałe trzy to Erytrejski Kościół Ortodoksyjny, muzułmanie i protestanci. Katolicyzm wyznaje mniej niż 150 000 mieszkańców (ok. 3% populacji). Jest ich zatem znacznie mniej niż członków Erytrejskiego Kościoła Ortodoksyjnego i muzułmanów.

## Podział administracyjny Kościoła katolickiego w Erytrei
Zdecydowana większość katolików w Erytrei należy do Kościoła katolickiego obrządku erytrejskiego (99,4%). Pod względem administracyjnym Kościół dzieli się na jedną archieparchię i trzy eparchie:
- archieparchia Asmary – z siedzibą w Asmarze; najstarsza i główna diecezja erytrejska,
- eparchia Kerenu – z siedzibą w Kerenie; obejmująca terytorium z największym odsetkiem katolików (ok. 12%),
- eparchia Barentu – z siedzibą w Barentu,
- eparchia Segheneyti – z siedzibą w Segheneyti.

Podlegają one metropolii Asmary ustanowionej w dniu 19 stycznia 2015 roku przez papieża Franciszka. Biskupi erytrejscy wchodzą w skład Konferencji Biskupów Etiopii i Erytrei, na której czele stoi obecnie arcybiskup metropolita Addis Abeby i głowa Kościoła katolickiego obrządku etiopskiego Berhaneyesus Demerew Souraphiel CM.
Nieliczni katolicy obrządku łacińskiego (głównie pochodzenia włoskiego) także podlegają jurysdykcji biskupów Kościoła katolickiego obrządku erytrejskiego.

## Historia

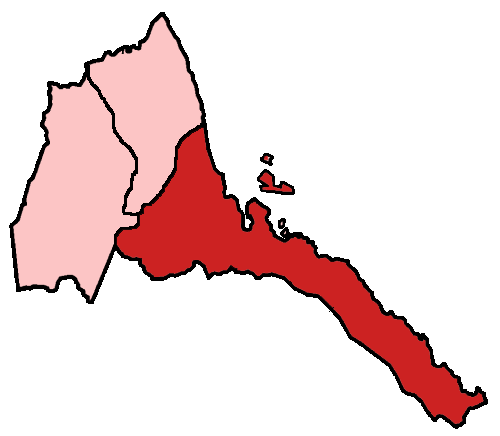
Podział administracyjny Kościoła katolickiego w Erytrei w l. 1995-2012 (zaznaczona eparcha asmarska)

Pierwszy katolicką administraturą w kraju była łacińska prefektura apostolska w Erytrei, utworzona 13 września 1894 r. przez wydzielenie jej z wikariatu apostolskiego w Egipcie. Prefektura ta została 7 lutego 1911 r. podniesiona do rangi wikariatu apostolskiego z siedzibą w Asmarze. W czasie włoskiej kolonizacji Erytrei do kraju tego przybyło wielu katolików obrządku łacińskiego. W 1911 roku było ich ok. 1000, a 76 000 w 1939 r. Większość z erytrejskich Włochów opuściła ten kraj po II wojnie światowej. Rzymskokatolicki wikariat apostolski Erytrei (od 1959 r. Asmary) przestał funkcjonować w 1995 r.
4 lipca 1930 r. powstał ordynariat Erytrei dla katolików obrządku etiopskiego, na którego czele stanął wikariusz apostolski Kidanè-Maryam Cassà, biskup tytularny Thibaris. Ordynariat zastąpił istniejący wcześniej wikariat generalny, którego jurysdykcja ograniczyła się odtąd do katolików obrządku rzymskiego. Ordynariat Erytrei miał powierzchnię 119 000 km² i w 1950 r. liczył 26 186 (2,9%) wiernych w 65 parafiach, 83 księży diecezjalnych i 89 zakonnic.
31 października 1951 r. ordynariat przekształcono w egzarchat Asmary na czele z Ghebrem Jesusem Jacobem, biskupem tytularnym Erythrum. 20 lutego 1961 r. egzarchat podniesiono do rangi diecezji i pod nazwą eparchii Asmary stał się sufraganią w nowo utworzonej archieparchii addisabebskej ze stolicą w Addis Abebie. Przed 1990 r. eparchia liczyła 60 780 wiernych w 87 parafiach, 78 kapłanów diecezjalnych, 108 kapłanów zakonnych i 475 zakonnic.
W 1993 r. Erytrea ogłosiła niepodległość, co skomplikowało sytuację w Kościele katolickim obrządku etiopskiego, którego wierni znaleźli się po obu stronach granicy etiopsko-erytrejskiej. 21 grudnia 1995 r. z terytorium leżącej w Erytrei eparchii asmarskiej wydzielone zostały dwie eparchie: Barentu i Kerenu, zaś 24 lutego 2012 r. – eparchia Segheneyti.

## Nuncjusze apostolscy
- 1995–1996 – Patrick Coveney (arcybiskup tytularny Satrianum)
- 1996–2003 – Silvano Tomasi (arcybiskup tytularny Cercina i Acelum)
- 2004–2006 – Dominique Mamberti (arcybiskup tytularny Sagona)
- 2007–2013 – Leo Boccardi (arcybiskup tytularny Bitettum)
- 2014 – Hubertus van Megen (arcybiskup tytularny Novaliciana)

Siedziba nuncjusza apostolskiego dla Erytrei i Sudanu znajduje się w Chartumie.